# Campeonato de Tercera División 1957 (Argentina)
El Campeonato de Tercera División 1957, conocido como Tercera de Ascenso 1957,  fue la vigésima primera edición de este torneo y la séptima como cuarta categoría del fútbol argentino, por lo que se la considera como antecesora de la actual Primera D. 
Debido a la reestructuración planteada por la AFA, para los torneos de ascenso en 1950, se creó un cuarto nivel de competencia, que se denominó Tercera de Ascenso.
Del torneo jugado en 1957, participaron 12 equipos, que jugaron a dos ruedas todos contra todos, un total de 22 encuentros.
De los 10 equipos de 1956 no estaban Almirante Brown que había ganado el torneo y Sportivo Palermo, que ascendió a la Primera Amateur. A su vez se le dio afiliación a Defensores de Cambaceres, Deportivo Español, Juventud Unida y Leandro N. Alem.
El certamen consagró campeón por primera vez en su historia al recién afiliado Leandro Nicéforo Alem, que ascendió a la Primera C.

## Ascensos y afiliados
| Pos. | Equipos ascendidos a la Segunda División 1957 |
| ---- | --------------------------------------------- |
| 1.º  | Almirante Brown                               |
| 3.º  | Sportivo Palermo                              |

| Equipos afiliados        |
| ------------------------ |
| Defensores de Cambaceres |
| Deportivo Español        |
| Juventud Unida           |
| Leandro N. Alem          |

- De esta manera, el número de participantes aumentó a 12.

## Equipos participantes
| Equipo                   | Localidad         |
| ------------------------ | ----------------- |
| 9 de Julio               | Merlo             |
| Central Argentino        | Villa Ballester   |
| Defensores de Cambaceres | Ensenada          |
| Deportivo Español        | Flores            |
| Deportivo Muñiz          | Muñiz             |
| General Lamadrid         | Villa Devoto      |
| Juventud de Bernal       | Bernal            |
| Juventud Unida           | San Miguel        |
| La Paternal              | La Paternal       |
| Leandro N. Alem          | General Rodríguez |
| Macabi                   | Balvanera         |
| Club Atlético Pilar      | Pilar             |

## Tabla de posiciones final
| Pos. | Equipo                   | Pts. | PJ | PG | PE | PP | GF | GC | Dif. |
| ---- | ------------------------ | ---- | -- | -- | -- | -- | -- | -- | ---- |
| 01.º | Leandro N. Alem          | 37   | 22 | 17 | 3  | 2  | 81 | 29 | 52   |
| 02.º | Deportivo Español        | 30   | 22 | 14 | 2  | 6  | 63 | 31 | 32   |
| 03.º | Defensores de Cambaceres | 30   | 22 | 14 | 2  | 6  | 61 | 31 | 30   |
| 04.º | Juventud de Bernal       | 26   | 22 | 10 | 6  | 6  | 49 | 40 | 9    |
| 05.º | Juventud Unida           | 25   | 22 | 10 | 5  | 7  | 43 | 42 | 1    |
| 06.º | Pilar                    | 23   | 22 | 10 | 3  | 9  | 54 | 49 | 5    |
| 07.º | General Lamadrid         | 23   | 22 | 10 | 3  | 9  | 35 | 45 | −10  |
| 08.º | Deportivo Muñiz          | 22   | 22 | 9  | 4  | 9  | 52 | 43 | 9    |
| 09.º | 9 de Julio               | 18   | 22 | 7  | 4  | 11 | 48 | 63 | −15  |
| 10.º | Central Argentino        | 13   | 22 | 5  | 3  | 14 | 34 | 65 | −31  |
| 11.º | La Paternal              | 10   | 22 | 5  | 0  | 17 | 30 | 77 | −47  |
| 12.º | Macabi                   | 7    | 22 | 2  | 3  | 17 | 34 | 69 | −35  |

|  | Campeón y ascenso a la Primera Amateur. |

## Resultados
| Fecha 1                  | Fecha 1   | Fecha 1          | Fecha 1              | Fecha 1    |
| Local                    | Resultado | Visitante        | Lugar                | Fecha      |
| ------------------------ | --------- | ---------------- | -------------------- | ---------- |
| Juventud Unida           | 2 - 2     | Leandro N. Alem  | San Miguel           | 25 de mayo |
| Juventud de Bernal       | 3 - 2     | 9 de Julio       | Bernal               | 25 de mayo |
| La Paternal              | 2 - 1     | Deportivo Muñiz  | Argentinos Juniors   | 25 de mayo |
| Deportivo Español        | 4 - 2     | Macabi           | Remedios de Escalada | 25 de mayo |
| Central Argentino        | 1 - 1     | General Lamadrid | Villa Ballester      | 25 de mayo |
| Defensores de Cambaceres | 3 - 1     | Pilar            | Ensenada             | 25 de mayo |

| Fecha 2          | Fecha 2   | Fecha 2            | Fecha 2      | Fecha 2    | Fecha 2 |
| Local            | Resultado | Visitante          | Ciudad       | Fecha      |         |
| ---------------- | --------- | ------------------ | ------------ | ---------- | ------- |
| Cambaceres       | 4 - 1     | Juventud Unida     | Ensenada     | 8 de junio |         |
| Pilar            | 1 - 1     | Central Argentino  | Pilar        | 8 de junio |         |
| General Lamadrid | 1 - 3     | Deportivo Español  | Villa Devoto | 8 de junio |         |
| Macabi           | 0 - 1     | La Paternal        | Belgrano     | 8 de junio |         |
| Deportivo Muñiz  | 4 - 2     | Juventud de Bernal | Muñiz        | 8 de junio |         |
| 9 de Julio       | 1 - 4     | Leandro N. Alem    | Mataderos    | 8 de junio |         |

| Fecha 3            | Fecha 3   | Fecha 3          | Fecha 3              | Fecha 3     |
| Local              | Resultado | Visitante        | Lugar                | Fecha       |
| ------------------ | --------- | ---------------- | -------------------- | ----------- |
| Juventud Unida     | 2 - 0     | 9 de Julio       | San Miguel           | 20 de junio |
| Leandro N. Alem    | 5 - 3     | Deportivo Muñiz  | General Rodríguez    | 20 de junio |
| Juventud de Bernal | 2 - 1     | Macabi           | Bernal               | 20 de junio |
| La Paternal        | 0 - 1     | General Lamadrid | La Paternal          | 20 de junio |
| Deportivo Español  | 2 - 1     | Pilar            | Remedios de Escalada | 20 de junio |
| Central Argentino  | 2 - 3     | Cambaceres       | Villa Ballester      | 20 de junio |

| Fecha 4           | Fecha 4   | Fecha 4            | Fecha 4         | Fecha 4     | Fecha 4 |
| Local             | Resultado | Visitante          | Lugar           | Fecha       |         |
| ----------------- | --------- | ------------------ | --------------- | ----------- | ------- |
| Central Argentino | 2 - 1     | Juventud Unida     | Villa Ballester | 27 de junio |         |
| Cambaceres        | 2 - 1     | Deportivo Español  | Ensenada        | 27 de junio |         |
| Pilar             | 4 - 3     | La Paternal        | Pilar           | 27 de junio |         |
| General Lamadrid  | 1 - 1     | Juventud de Bernal | Villa Devoto    | 27 de junio |         |
| Macabi            | 2 - 5     | Leandro N. Alem    | Belgrano        | 27 de junio |         |
| Deportivo Muñiz   | 6 - 0     | 9 de Julio         | Muñiz           | 27 de junio |         |

| Fecha 5            | Fecha 5   | Fecha 5           | Fecha 5              | Fecha 5    | Fecha 5 |
| Local              | Resultado | Visitante         | Lugar                | Fecha      |         |
| ------------------ | --------- | ----------------- | -------------------- | ---------- | ------- |
| Juventud Unida     | 3 - 2     | Deportivo Muñiz   | San Miguel           | 6 de julio |         |
| 9 de Julio         | 3 - 1     | Macabi            | Mataderos            | 6 de julio |         |
| Leandro N. Alem    | 1 - 2     | General Lamadrid  | General Rodríguez    | 6 de julio |         |
| Juventud de Bernal | 7 - 3     | Pilar             | Bernal               | 6 de julio |         |
| La Paternal        | 2 - 1     | Cambaceres        | La Paternal          | 6 de julio |         |
| Deportivo Español  | 2 - 4     | Central Argentino | Remedios de Escalada | 6 de julio |         |

| Fecha 6           | Fecha 6   | Fecha 6            | Fecha 6              | Fecha 6     | Fecha 6 |
| Local             | Resultado | Visitante          | Lugar                | Fecha       |         |
| ----------------- | --------- | ------------------ | -------------------- | ----------- | ------- |
| Deportivo Español | 2 - 0     | Juventud Unida     | Remedios de Escalada | 13 de julio |         |
| Central Argentino | 1 - 2     | La Paternal        | Villa Ballester      | 13 de julio |         |
| Cambaceres        | 3 - 0     | Juventud de Bernal | Ensenada             | 13 de julio |         |
| Pilar             | 1 - 1     | Leandro N. Alem    | Pilar                | 13 de julio |         |
| General Lamadrid  | -         | 9 de Julio         | Villa Devoto         | 13 de julio |         |
| Macabi            | 3 - 4     | Deportivo Muñiz    | Belgrano             | 13 de julio |         |

| Fecha 7            | Fecha 7   | Fecha 7           | Fecha 7           | Fecha 7     | Fecha 7 |
| Local              | Resultado | Visitante         | Lugar             | Fecha       |         |
| ------------------ | --------- | ----------------- | ----------------- | ----------- | ------- |
| Juventud Unida     | 2 - 2     | Macabi            | San Miguel        | 20 de julio |         |
| Deportivo Muñiz    | 3 - 1     | General Lamadrid  | Muñiz             | 20 de julio |         |
| 9 de Julio         | 3 - 3     | Pilar             | Mataderos         | 20 de julio |         |
| Leandro N. Alem    | 3 - 1     | Cambaceres        | General Rodríguez | 20 de julio |         |
| Juventud de Bernal | 5 - 0     | Central Argentino | Bernal            | 20 de julio |         |
| La Paternal        | 0 - 4     | Deportivo Español | La Paternal       | 20 de julio |         |

| Fecha 8           | Fecha 8   | Fecha 8            | Fecha 8         | Fecha 8     | Fecha 8 |
| Local             | Resultado | Visitante          | Lugar           | Fecha       |         |
| ----------------- | --------- | ------------------ | --------------- | ----------- | ------- |
| La Paternal       | 1 - 4     | Juventud Unida     | La Paternal     | 27 de julio |         |
| Deportivo Español | 1 - 3     | Juventud de Bernal | San Martín      | 27 de julio |         |
| Central Argentino | 1 - 2     | Leandro N. Alem    | Villa Ballester | 27 de julio |         |
| Cambaceres        | 3 - 0     | 9 de Julio         | Ensenada        | 27 de julio |         |
| Pilar             | 2 - 0     | Deportivo Muñiz    | Pilar           | 27 de julio |         |
| General Lamadrid  | 3 - 1     | Macabi             | Villa Devoto    | 27 de julio |         |

| Fecha 9            | Fecha 9   | Fecha 9           | Fecha 9           | Fecha 9     | Fecha 9 |
| Local              | Resultado | Visitante         | Lugar             | Fecha       |         |
| ------------------ | --------- | ----------------- | ----------------- | ----------- | ------- |
| Juventud de Bernal | 4 - 0     | General Lamadrid  | Bernal            | 5 de agosto |         |
| Macabi             | 2 - 4     | Pilar             | Belgrano          | 5 de agosto |         |
| Deportivo Muñiz    | 1 - 1     | Cambaceres        | Muñiz             | 5 de agosto |         |
| 9 de Julio         | 2 - 1     | Central Argentino | Mataderos         | 5 de agosto |         |
| Leandro N. Alem    | 5 - 1     | Deportivo Español | General Rodríguez | 5 de agosto |         |
| Juventud de Bernal | 4 - 1     | La Paternal       | Bernal            | 5 de agosto |         |

| Fecha 10           | Fecha 10  | Fecha 10         | Fecha 10        | Fecha 10     | Fecha 10 |
| Local              | Resultado | Visitante        | Lugar           | Fecha        |          |
| ------------------ | --------- | ---------------- | --------------- | ------------ | -------- |
| Juventud de Bernal | 4 - 1     | Juventud Unida   | Bernal          | 10 de agosto |          |
| La Paternal        | 1 - 7     | Leandro N. Alem  | La Paternal     | 10 de agosto |          |
| Deportivo Español  | 9 - 2     | 9 de Julio       | San Martín      | 10 de agosto |          |
| Central Argentino  | 3 - 7     | Deportivo Muñiz  | Villa Ballester | 10 de agosto |          |
| Cambaceres         | 3 - 1     | Macabi           | Bernal          | 10 de agosto |          |
| Pilar              | 5 - 2     | General Lamadrid | Pilar           | 10 de agosto |          |

| Fecha 11         | Fecha 11  | Fecha 11           | Fecha 11          | Fecha 11     | Fecha 11 |
| Local            | Resultado | Visitante          | Lugar             | Fecha        |          |
| ---------------- | --------- | ------------------ | ----------------- | ------------ | -------- |
| Juventud Unida   | 3 - 1     | Pilar              | San Miguel        | 17 de agosto |          |
| General Lamadrid | 1 - 1     | Cambaceres         | Villa Devoto      | 17 de agosto |          |
| Macabi           | 3 - 1     | Central Argentino  | Belgrano          | 17 de agosto |          |
| Deportivo Muñiz  | 2 - 2     | Deportivo Español  | Muñiz             | 17 de agosto |          |
| 9 de Julio       | 6 - 1     | La Paternal        | Mataderos         | 17 de agosto |          |
| Leandro N. Alem  | 4 - 1     | Juventud de Bernal | General Rodríguez | 17 de agosto |          |

| Fecha 12         | Fecha 12  | Fecha 12           | Fecha 12          | Fecha 12     | Fecha 12 |
| Local            | Resultado | Visitante          | Lugar             | Fecha        |          |
| ---------------- | --------- | ------------------ | ----------------- | ------------ | -------- |
| Leandro N. Alem  | 7 - 0     | Juventud Unida     | General Rodríguez | 24 de agosto |          |
| 9 de Julio       | 1 - 1     | Juventud de Bernal | Mataderos         | 24 de agosto |          |
| Deportivo Muñiz  | 3 - 2     | La Paternal        | Muñiz             | 24 de agosto |          |
| Macabi           | 0 - 7     | Deportivo Español  | Belgrano          | 24 de agosto |          |
| General Lamadrid | 4 - 1     | Central Argentino  | Villa Devoto      | 24 de agosto |          |
| Pilar            | 2 - 1     | Cambaceres         | Pilar             | 24 de agosto |          |

| Fecha 13           | Fecha 13  | Fecha 13         | Fecha 13          | Fecha 13        | Fecha 13 |
| Local              | Resultado | Visitante        | Lugar             | Fecha           |          |
| ------------------ | --------- | ---------------- | ----------------- | --------------- | -------- |
| Juventud Unida     | 0 - 2     | Cambaceres       | San Miguel        | 3 de septiembre |          |
| Central Argentino  | 4 - 3     | Pilar            | Villa Ballester   | 3 de septiembre |          |
| Deportivo Español  | 4 - 1     | General Lamadrid | San Martín        | 3 de septiembre |          |
| La Paternal        | 3 - 5     | Macabi           | La Paternal       | 3 de septiembre |          |
| Juventud de Bernal | 3 - 3     | Deportivo Muñiz  | Bernal            | 3 de septiembre |          |
| Leandro N. Alem    | 7 - 2     | 9 de Julio       | General Rodríguez | 3 de septiembre |          |

| Fecha 14         | Fecha 14  | Fecha 14           | Fecha 14     | Fecha 14         | Fecha 14 |
| Local            | Resultado | Visitante          | Lugar        | Fecha            |          |
| ---------------- | --------- | ------------------ | ------------ | ---------------- | -------- |
| 9 de Julio       | 2 - 3     | Juventud Unida     | Mataderos    | 10 de septiembre |          |
| Deportivo Muñiz  | 1 - 2     | Leandro N. Alem    | Muñiz        | 10 de septiembre |          |
| Macabi           | 1 - 1     | Juventud de Bernal | Belgrano     | 10 de septiembre |          |
| General Lamadrid | 2 - 1     | La Paternal        | Villa Devoto | 10 de septiembre |          |
| Pilar            | 2 - 1     | Deportivo Español  | Pilar        | 10 de septiembre |          |
| Cambaceres       | 5 - 0     | Central Argentino  | Ensenada     | 10 de septiembre |          |

| Fecha 15           | Fecha 15  | Fecha 15          | Fecha 15          | Fecha 15         | Fecha 15 |
| Local              | Resultado | Visitante         | Lugar             | Fecha            |          |
| ------------------ | --------- | ----------------- | ----------------- | ---------------- | -------- |
| Juventud Unida     | 2 - 1     | Central Argentino | San Miguel        | 21 de septiembre |          |
| Deportivo Español  | 1 - 3     | Cambaceres        | San Martín        | 21 de septiembre |          |
| La Paternal        | 3 - 2     | Pilar             | La Paternal       | 21 de septiembre |          |
| Juventud de Bernal | 2 - 1     | General Lamadrid  | Bernal            | 21 de septiembre |          |
| Leandro N. Alem    | 5 - 0     | Macabi            | General Rodríguez | 21 de septiembre |          |
| 9 de Julio         | 4 - 1     | Deportivo Muñiz   | Mataderos         | 21 de septiembre |          |

| Fecha 16          | Fecha 16  | Fecha 16           | Fecha 16        | Fecha 16         | Fecha 16 |
| Local             | Resultado | Visitante          | Lugar           | Fecha            |          |
| ----------------- | --------- | ------------------ | --------------- | ---------------- | -------- |
| Deportivo Muñiz   | 1 - 1     | Juventud Unida     | Muñiz           | 28 de septiembre |          |
| Macabi            | 3 - 3     | 9 de Julio         | Belgrano        | 28 de septiembre |          |
| General Lamadrid  | 2 - 5     | Leandro N. Alem    | Villa Devoto    | 28 de septiembre |          |
| Pilar             | 4 - 0     | Juventud de Bernal | Pilar           | 28 de septiembre |          |
| Cambaceres        | 5 - 1     | La Paternal        | Ensenada        | 28 de septiembre |          |
| Central Argentino | 2 - 4     | Deportivo Español  | Villa Ballester | 28 de septiembre |          |

| Fecha 17           | Fecha 17  | Fecha 17          | Fecha 17          | Fecha 17     | Fecha 17 |
| Local              | Resultado | Visitante         | Lugar             | Fecha        |          |
| ------------------ | --------- | ----------------- | ----------------- | ------------ | -------- |
| Juventud Unida     | 1 - 1     | Deportivo Español | San Miguel        | 5 de octubre |          |
| La Paternal        | 2 - 3     | Central Argentino | La Paternal       | 5 de octubre |          |
| Juventud de Bernal | 3 - 2     | Cambaceres        | Bernal            | 5 de octubre |          |
| Leandro N. Alem    | 4 - 0     | Pilar             | General Rodríguez | 5 de octubre |          |
| 9 de Julio         | 1 - 2     | General Lamadrid  | Mataderos         | 5 de octubre |          |
| Deportivo Muñiz    | 2 - 0     | Macabi            | Muñiz             | 5 de octubre |          |

| Fecha 18          | Fecha 18  | Fecha 18           | Fecha 18        | Fecha 18      | Fecha 18 |
| Local             | Resultado | Visitante          | Lugar           | Fecha         |          |
| ----------------- | --------- | ------------------ | --------------- | ------------- | -------- |
| Macabi            | 2 - 4     | Juventud Unida     | Belgrano        | 12 de octubre |          |
| General Lamadrid  | 1 - 0     | Deportivo Muñiz    | Villa Devoto    | 12 de octubre |          |
| Pilar             | 6 - 1     | 9 de Julio         | Pilar           | 12 de octubre |          |
| Cambaceres        | 5 - 1     | Leandro N. Alem    | Ensenada        | 12 de octubre |          |
| Central Argentino | 2 - 0     | Juventud de Bernal | Villa Ballester | 12 de octubre |          |
| Deportivo Español | 0 - 7     | La Paternal        | Agronomía       | 12 de octubre |          |

| Fecha 19           | Fecha 19  | Fecha 19          | Fecha 19          | Fecha 19      | Fecha 19 |
| Local              | Resultado | Visitante         | Lugar             | Fecha         |          |
| ------------------ | --------- | ----------------- | ----------------- | ------------- | -------- |
| Juventud Unida     | 5 - 2     | La Paternal       | San Miguel        | 19 de octubre |          |
| Juventud de Bernal | 1 - 2     | Deportivo Español | Bernal            | 19 de octubre |          |
| Leandro N. Alem    | 7 - 2     | Central Argentino | General Rodríguez | 19 de octubre |          |
| 9 de Julio         | 4 - 2     | Cambaceres        | Matadores         | 19 de octubre |          |
| Deportivo Muñiz    | 3 - 2     | Pilar             | Muñiz             | 19 de octubre |          |
| Macabi             | 1 - 2     | General Lamadrid  | Belgrano          | 19 de octubre |          |

| Fecha 20          | Fecha 20  | Fecha 20           | Fecha 20         | Fecha 20      | Fecha 20 |
| Local             | Resultado | Visitante          | Lugar            | Fecha         |          |
| ----------------- | --------- | ------------------ | ---------------- | ------------- | -------- |
| General Lamadrid  | 1 - 2     | Juventud Unida     | Villa Devoto     | 26 de octubre |          |
| Pilar             | 3 - 1     | Macabi             | Pilar            | 26 de octubre |          |
| Cambaceres        | 2 - 1     | Deportivo Muñiz    | Ensenada         | 26 de octubre |          |
| Central Argentino | 2 - 2     | 9 de Julio         | Villa Ballester  | 26 de octubre |          |
| Deportivo Español | 2 - 1     | Leandro N. Alem    | Parque Patricios | 26 de octubre |          |
| La Paternal       | 1 - 4     | Juventud de Bernal | La Paternal      | 26 de octubre |          |

| Fecha 21         | Fecha 21  | Fecha 21           | Fecha 21          | Fecha 21       | Fecha 21 |
| Local            | Resultado | Visitante          | Lugar             | Fecha          |          |
| ---------------- | --------- | ------------------ | ----------------- | -------------- | -------- |
| Juventud Unida   | 1 - 1     | Juventud de Bernal | San Miguel        | 2 de noviembre |          |
| Leandro N. Alem  | 2 - 0     | La Paternal        | General Rodríguez | 2 de noviembre |          |
| 9 de Julio       | 2 - 0     | Deportivo Español  | Mataderos         | 2 de noviembre |          |
| Deportivo Muñiz  | 4 - 1     | Central Argentino  | Muñiz             | 2 de noviembre |          |
| Macabi           | 1 - 4     | Cambaceres         | Belgrano          | 2 de noviembre |          |
| General Lamadrid | 3 - 2     | Pilar              | Villa Devoto      | 2 de noviembre |          |

| Fecha 22           | Fecha 22  | Fecha 22         | Fecha 22         | Fecha 22       | Fecha 22 |
| Local              | Resultado | Visitante        | Lugar            | Fecha          |          |
| ------------------ | --------- | ---------------- | ---------------- | -------------- | -------- |
| Pilar              | 2 - 1     | Juventud Unida   | Pilar            | 9 de noviembre |          |
| Cambaceres         | 5 - 1     | General Lamadrid | Ensenada         | 9 de noviembre |          |
| Central Argentino  | 3 - 2     | Macabi           | Villa Ballester  | 9 de noviembre |          |
| Deportivo Español  | 1 - 1     | Deportivo Muñiz  | Parque Patricios | 9 de noviembre |          |
| La Paternal        | 1 - 6     | 9 de Julio       | La Paternal      | 9 de noviembre |          |
| Juventud de Bernal | 1 - 1     | Leandro N. Alem  | Bernal           | 9 de noviembre |          |